# Ada Dow Currier
Ada Dow Currier, décédée le 19 mai 1926, est une actrice de théâtre américaine, metteuse en scène, productrice et professeure d'art dramatique des XIXe et XXe siècles. 

## Jeunesse et formation
Ada Dow naît à Philadelphie et grandit à Cincinnati, dans l'Ohio. Elle est la fille d'Anthony William Georges Dow et de Dorothy Dow. Ses deux parents sont nés en Angleterre. Elle commence à jouer la comédie dans sa jeunesse, en compagnie de Joseph Jefferson.

## Carrière
Ada Dow est une actrice de théâtre et elle travaille avec son beau-frère Robert J. Miles à la mise en scène et à la production de spectacles. Entre 1898 et 1905, elle et Janet Waldorf ont dirigé des compagnies de répertoire lors de trois tournées en Asie, en Australie et en Nouvelle-Zélande, jouant des pièces de Shakespeare. Elle travaille à San Francisco lorsque le tremblement de terre de 1906 se produit, détruisant une grande partie de ses effets personnels.
Elle est surtout connue pour avoir entraîné de jeunes acteurs. Parmi ses élèves, citons Maude Adams, Marie Cahill, Ruth Blair (en), Agatha Bârsescu (en), Shirley Warde, Olivia Kelsey, Isabel Garland Lord et, surtout, Julia Marlowe. « Miss Dow croyait au développement complet du corps, de la voix et de la tenue, ainsi qu'à l'étude la plus exhaustive possible des grandes pièces de théâtre », explique Julia Marlowe. « Je n'étais jamais autorisé à mémoriser une ligne de mon rôle tant que je n'avais pas compris la pièce dans son ensemble ».
Ada Dow plaide en faveur de l'élargissement du rôle des femmes dans la production théâtrale et du financement public des arts. « Je n'ai aucune patience avec les gens qui prêchent la doctrine selon laquelle l'art prospère dans la famine », déclare-t-elle lors d'une interview en 1915. « Ce n'est pas le cas ».

## Vie personnelle
Ada Dow épouse l'acteur Frank Currier. Ils vivent séparément à partir de 1896 et tentent de divorcer, mais ils sont toujours mariés lorsqu'elle meurt le 19 mai 1926, à la fin de la soixantaine, à son domicile de New York.